# Голи гласови
Голи гласови је збирка приповедака писца Адријана Сарајлије. Објављена је 2017. године као девета књига у едицији „Фантастична библиотека“ београдске издавачке куће „Еверест медиа“. Уредник збирке је Бобан Кнежевић.
Већина од петнаест прича је објављена у периоду између 2011. и 2017. године у зборницима фантастичке и сигналистичке књижевности у Србији, Хрватској и Црној Гори. Приче обухватају жанровски распон од научне фантастике, преко алтернативне историје и магијског реализма, до експерименталних приповести написаних у неоавангардном маниру. Насловна страна је дело познатог илустратора Добросава Боба Живковића.